# 马来亚噪鹛
马来亚噪鹛（学名：Trochalopteron peninsulae），是画眉科圆翅噪鹛属的一种，分布于马来西亚和泰国。该物种的保护状况被评为无危。
马来亚噪鹛的栖息地包括亚热带或热带的高海拔疏灌丛和亚热带或热带的湿润山地林。